# Куракино (Великолуцький район)
Куракино (рос. Куракино) — присілок в Великолуцькому районі Псковської області Російської Федерації.
Населення становить 153 особи. Входить до складу муніципального утворення Личьовська волость.

## Історія
Від 2014 року входить до складу муніципального утворення Личьовська волость.

## Населення
| 2001 | 2002 | 2010 |
| ---- | ---- | ---- |
| 130  | ↘123 | ↗153 |